# Tiếng Fuyug
Tiếng Fuyug (Fuyuge, Fuyughe, Mafulu) là một ngôn ngữ được nói tại tỉnh Trung ương của Papua New Guinea. Ngôn ngữ này này có khoảng 14.000 người nói, tất cả sống tại Goilala.

## Âm vị
Theo quy ước, ký tự a thể hiện /ɑ/, e thể hiện /ɛ/, y thể hiện /j/, các ký tự IPA thể hiện các âm vị tương ứng còn lại.

### Nguyên âm
Tiếng Fuyug có năm nguyên âm.
|      | Trước | Sau |
| ---- | ----- | --- |
| Đóng | i     | u   |
| Vừa  | ɛ     | o   |
| Mở   |       | ɑ   |

Nguyên âm /ɛ/ biến thành nguyên âm đôi [ɛi̯] khi nằm ở cuối từ và khi nằm trước phụ âm cuối từ. Ví dụ, ateg ("sự thật") phát âm là [ɑˈtɛi̯ɡ] và ode ("ở đâu") phát âm là [oˈdɛi̯].
Tất cả nguyên âm được mũi hóa khi đứng trước phụ âm mũi, như trong in ("dứa dại") [ˈĩn], ung ("mũi") [ˈũŋɡ], em ("nhà") [ˈẽĩ̯m].

### Phụ âm
Tiếng Fuyug có 14 phụ âm.
|          |           | Môi | Lưỡi trước | Ngạc mềm |
| -------- | --------- | --- | ---------- | -------- |
| Tắc      | vô thanh  | p   | t          | k        |
| Tắc      | hữu thanh | b   | d          | ɡ        |
| Xát      | Vô thanh  | f   | s          |          |
| Xát      | Hữu thanh | v   |            |          |
| Mũi      | Mũi       | m   | n          |          |
| Tiếp cận | Tiếp cận  | w   | j          |          |
| Nước     | Nước      |     | l          |          |

Các âm tắt vô thanh được bật hơi hóa khi nằm ở cuối từ và trước âm /i/: endanti ("bên ngoài") [ɛ̃nˈdɑ̃ntʰi], oki ("lửa") [ˈokʰi], eyak ("trở lại") [ɛˈjɑkʰ].
Âm mũi /n/ trước một âm ngạc mềm trở thành [ŋ]: yangos ("mưa") [jɑ̃ŋˈɡos].

### Âm tiết
Âm tiết tiếng Fuyug có dạng (C)V(C)(C), trong đó, C là phụ âm và V là nguyên âm. Không thể có hơn hai phụ âm nằm cạnh nhau, và chỉ các phụ âm kép mb, nd và ng xuất hiện ở cuối âm tiết.

### Nhấn âm
Ở các từ hai âm tiết thì luôn nhấn âm cuối, ở từ ba âm tiết thì nhấn âm đầu còn từ bốn âm tiết thì nhấn âm hai. Phụ tố không ảnh hưởng đến âm tiết được nhấn.

## Ngữ pháp

### Đại từ nhân xưng
Tiếng Fuyug có đại từ nhân xưng ở ba số (số ít, số kép, số nhiều) nhưng không có sự phân biệt về giống.
| Ngôi     | Số ít | Số kép | Số nhiều |
| -------- | ----- | ------ | -------- |
| thứ nhất | na    | da     | di       |
| thứ hai  | nu    | ya     | yi       |
| thứ ba   | hu    | tu     | mu       |

Các đại từ này có thể chứa bốn hậu tố: hậu tố cách sở hữu -l hay -le, the emphatic -ni, hậu số cách bổ sung -noy và hậu tố cách tương phản -v.

### Số đếm
Số đếm trong tiếng Fuyug rất hạn chế, chỉ có fidan ("một") và yovalo ("hai"). Số 3, 4 và 5 được tạo nên từ 1 và 2:
- 3: yovalo hul mindan ("hai [và] khác")
- 4: yovalo ta yovalo ("hai và hai");
- 5: yovalo ta yovalo ta hul mindan ("hai và hai [và] khác").

Số đếm tiếng Anh thường được dùng cho số lớn hơn năm. hukas ("nhiều") cũng được dùng cho số trên ba.